# Wide Area Network
Wide Area Network (WAN) (česky rozlehlá síť) je v informatice počítačová síť, která pokrývá rozlehlé geografické území (například síť, která překračuje hranice města, regionu nebo státu). Největším a nejznámějším příkladem sítě WAN je síť Internet.
Sítě WAN jsou využívány pro spojení lokálních sítí (LAN) nebo dalších typů sítí, takže uživatelé z jednoho místa mohou komunikovat s uživateli a počítači na místě jiném. Spousta WAN je budována pro jednotlivé společnosti a jsou soukromé. Ostatní, budované poskytovateli připojení, poskytují služby pro připojení sítí LAN do Internetu. Sítě WAN bývají budovány na pronajatých linkách (leased lines). Tyto linky často bývají velmi drahé. Častěji se sítě WAN budují na metodách přepojování okruhů (circuit switching) nebo přepojování paketů (packet switching). Síťové služby používají pro přenos a adresaci rodinu protokolů TCP/IP. Poskytovatelé služeb připojení častěji používají pro přenos v sítích WAN protokoly ATM a Frame Relay. Protokol X.25 byl užíván v raných počátcích sítí WAN a bývá označován jako 'praotec' protokolu Frame Relay.

## Možnosti připojení
Některé možnosti připojení k sítím WAN.
| Typ:               | Popis | Výhody                                   | Nevýhody                  | Šířka pásma        | Příklad užitých protokolů |
| ------------------ | --- | ---------------------------------------- | ------------------------- | ------------------ | ------------------------- |
| Pronajatá linka    | Point-to-Point připojení mezi dvěma počítači nebo LAN | Nejbezpečnější                           | Drahé                     |                    | PPP, HDLC, SDLC, HNAS     |
| Přepojování okruhů | Mezi koncovými body je vyhrazený okruh. Typickým příkladem je vytáčené připojení                                                                                              | Nejlevnější                              | Nutnost sestavení spojení | 28 Kb/s - 144 Kb/s | PPP, ISDN                 |
| Přepojování paketů | Zařízení posílají pakety skrze přenosovou síť. Pakety jsou přenášeny přes trvalý virtuální okruh nebo přes přepínaný virtuální okruh                                          |                                          | Sdílená přenosová síť     |                    | X.25 Frame Relay          |
| Přepojování buněk  | Podobné přepojování paketů, avšak používá buňky stejné délky namísto proměnlivých paketů. Data jsou rozdělena do buněk stejné délky a následně odeslána přes virtuální okruhy | Nejlepší pro současný přenos hlasu a dat | Značná režie              |                    | ATM                       |

Přenosové rychlosti většinou nabývají hodnot od 1200 b/s do 6Mb/s, ačkoliv některé spoje jako ATM nebo pronajaté linky mohou dosahovat rychlostí větších než 156Mb/s. Nejčastěji se pro sítě WAN používají telefonní linky a mikrovlnné nebo satelitní spoje.